# Semaine 46
D'après la norme ISO 8601, une semaine débute un lundi et s'achève un dimanche, et une semaine dépend d'une année lorsqu'elle place une majorité de ses sept jours dans l'année en question, soit au moins quatre. Dès lors, la semaine 46 est la semaine du quarante-sixième jeudi de l'année. Elle suit la semaine 45 et précède la semaine 47 de la même année.
La semaine 46 est pratiquement toujours la semaine du 15 novembre, sauf exceptionnellement, dans le cas d'une année bissextile commençant un jeudi.
Elle commence au plus tôt le 8 novembre et au plus tard le 15 novembre.
Elle se termine au plus tôt le 14 novembre et au plus tard le 21 novembre.

## Notations normalisées
La semaine 46 dans son ensemble est notée sous la forme W46 pour abréger.
| Jour de la semaine 46 | Notation |
| --------------------- | -------- |
| Lundi                 | W46-1    |
| Mardi                 | W46-2    |
| Mercredi              | W46-3    |
| Jeudi                 | W46-4    |
| Vendredi              | W46-5    |
| Samedi                | W46-6    |
| Dimanche              | W46-7    |

## Cas de figure
| Cas | Le 31 décembre est… | L'année est une année… | Le quarante-sixième jeudi de l'année tombe… | La semaine 46 débute… | La semaine 46 s'achève… | Premier cas après 2008 |
| --- | ------------------- | ---------------------- | ------------------------------------------- | --------------------- | ----------------------- | ---------------------- |
| 0   | Un vendredi         | bissextile DC          | Le 11 novembre                              | Le lundi 8 novembre   | Le dimanche 14 novembre | 2032                   |
| 1   | Un jeudi            | D ou ED                | Le 12 novembre                              | Le lundi 9 novembre   | Le dimanche 15 novembre | 2009                   |
| 2   | Un mercredi         | E ou FE                | Le 13 novembre                              | Le lundi 10 novembre  | Le dimanche 16 novembre | 2014                   |
| 3   | Un mardi            | F ou GF                | Le 14 novembre                              | Le lundi 11 novembre  | Le dimanche 17 novembre | 2013                   |
| 4   | Un lundi            | G ou AG                | Le 15 novembre                              | Le lundi 12 novembre  | Le dimanche 18 novembre | 2018                   |
| 5   | Un dimanche         | A ou BA                | Le 16 novembre                              | Le lundi 13 novembre  | Le dimanche 19 novembre | 2017                   |
| 6   | Un samedi           | B ou CB                | Le 17 novembre                              | Le lundi 14 novembre  | Le dimanche 20 novembre | 2011                   |
| 7   | Un vendredi         | C                      | Le 18 novembre                              | Le lundi 15 novembre  | Le dimanche 21 novembre | 2010                   |

1. 1 2 3  Dans ce cas, l'année compte une semaine 53.